# Aeroport de Butare
L'Aeroport de Butare (codi IATA: KGI, codi OACI: HRYI) és l'aeroport que serveix Butare, ciutat situada al districte de Huye, a la província del Sud, Ruanda. La seva localització es troba a uns 80 km per aire al sud-oest de l'Aeroport Internacional de Kigali, l'aeroport més gran del país. Les coordenades geogràfiques d'aquest aeroport són: 2° 35' 42.00"S, 29° 44' 24.00"E (Latitud:-2.59500; Longitud:29.74000).

## Informació general
L'aeroport de Butare és un petit aeroport civil que serveix a la ciutat de Butare. És un dels vuit (8) aeroports que administra l'Office Rwandais de l'Aviation Civile. L'aeroport de Butare es troba a 1768 metres sobre el nivell del mar. L'aeroport té una única pista pavimentada, que mesura aproximadament 860 metres de longitud.